# Đảng Hòa bình và Trung lập
Đảng Hòa bình và Trung lập (tiếng Lào: ສັນຕິພາບເປັນກາງ, đã Latinh hoá: Santiphab Pen Kang) là cựu đảng phái chính trị ở Lào trước năm 1975.

## Lịch sử
Đảng này được Quinim Pholsena thành lập vào năm 1956 sau khi ông bị trục xuất khỏi Đảng Quốc gia Cấp tiến. Trong cuộc bầu cử bổ sung năm 1958, đảng đã giành được bốn ghế sau khi vận động cùng với Mặt trận Yêu nước Lào.
Luật bầu cử đã được sửa đổi trước cuộc bầu cử năm 1960, đưa ra yêu cầu ứng cử viên phải có bằng cấp. Điều này đã loại bỏ hầu hết quyền lãnh đạo của đảng và đảng này không giành được một ghế nào cả.